# Rajd Rosji 2007
Rajd Rosji 2007 (Rally Russia 2007) – kolejna edycja rajdu samochodowego Rajd Rosji rozgrywanego w Rosji. Rozgrywany był od 12 do 14 lipca  2007 roku. Była to czwarta runda Intercontinental Rally Challenge w roku 2007 oraz piąta runda Rajdowych Mistrzostw Rosji. Składał się z 11 odcinków specjalnych.

## Klasyfikacja rajdu
| Miejsce                        | Kierowca                       | Pilot                          | Samochód                       | Czas                           | Strata                         |                                |
| Klasyfikacja generalna i (IRC) | Klasyfikacja generalna i (IRC) | Klasyfikacja generalna i (IRC) | Klasyfikacja generalna i (IRC) | Klasyfikacja generalna i (IRC) | Klasyfikacja generalna i (IRC) | Klasyfikacja generalna i (IRC) |
| ------------------------------ | ------------------------------ | ------------------------------ | ------------------------------ | ------------------------------ | ------------------------------ | ------------------------------ |
| 1. (1.)                        | Anton Alén                     | Timo Alanne                    | Fiat Abarth Grande Punto S2000 | 1:19:07.4                      | 0.0                            |                                |
| 2. (2.)                        | Enrique García Ojeda           | Jordi Barrabés Costa           | Peugeot 207 S2000              | 1:21:17.8                      | +2:10.4                        |                                |
| 3.(3.)                         | Nicolas Vouilloz               | Nicolas Klinger                | Peugeot 207 S2000              | 1:21:54.5                      | +2:47.1                        |                                |
| 4. (4.)                        | Andrea Navarra                 | Guido D’Amore                  | Fiat Abarth Grande Punto S2000 | 1:23:25.8                      | +4:18.4                        |                                |
| 5. (5.)                        | Marco Cavigioli                | Nicola Arena                   | Mitsubishi Lancer Evo VIII     | 1:23:51.2                      | +4:43.8                        |                                |
| 6.                             | Jewgienij Wiertunow            | Gieorgij Troszkin              | Subaru Impreza STi N12         | 1:24:08.5                      | +5:01.1                        |                                |
| 7. (6.)                        | Andriej Żygunow                | Igor Tier-Oganiesianc          | Mitsubishi Lancer Evo IX       | 1:24:32.5                      | +5:25.1                        |                                |
| 8. (7.)                        | Boris Fiedotow                 | Aleksiej Orłow                 | Mitsubishi Lancer Evo VII      | 1:25:50.4                      | +6:43.0                        |                                |
| 9. (8.)                        | Gergely Szabó                  | Zoltán Köhler                  | Mitsubishi Lancer Evo IX       | 1:26:10.8                      | +7:03.4                        |                                |
| 10.                            | Michaił Gogolew                | Wasilij Kulikow                | Subaru Impreza STi Spec C      | 1:26:20.2                      | +7:12.8                        |                                |